# Émile Wegelin
Émile Robert Wegelin (Lió, Roine, 24 de desembre de 1875 – Lió, 26 de juny de 1962) va ser un remer francès que va competir cavall del segle xix i el segle xx. El 1900 va prendre part en els Jocs Olímpics de París, on guanyà una medalla de plata en la prova de quatre amb timoner com a membre de l'equip Club Nautique de Lyon.
Posteriorment es dedicà a la pintura, exposant a Lió, Lausanne i Friburg, entre altres viles. El 1930 va rebre el primer premi a l'Exposició de Primavera 1930 de la Société Lyonnaise des Beaux-Arts.